# Scieneer Common Lisp
Scieneer Common Lisp は豪Scieneer Pty LtdによるCommon Lispの実装である。2002年に最初のリリースがされた。主要開発者は、Douglas Crosher のみである。  
Scieneer Pty Ltdは、CMUCLの長年の開発者で、x86プラットフォームへの移植、世代別ガベージコレクタ、マルチプロセッシングのサポート等を担当していたDouglas Crosherによって、主に高性能コンピューティングやエンタープライズアプリケーションで重要になる対称型マルチプロセッシング(SMP)システムに対応したプロフェッショナル向けのCommon Lisp実装の開発とサポートを行うために2000年に設立された。
Scieneer Common Lisp は、CMUCLからのフォークであり、高性能科学計算に主眼を置いた改良が加えられている。
バージョン1.3.8より非商用利用ライセンス版が無償で公開された。ライセンスを取得することにより一年間は無制限で利用することが可能であったが、2021年現在、Scieneer Pty Ltdのウェブページ及びオンラインストアはアクセスできない状態となっており、有償版を含め新規購入や新規ライセンス取得ができない状況が続いている。

## 特徴
- 対称型マルチプロセッシング(SMP)システム、ネイティブスレッド対応に注力
- Unicode対応(UTF-8)
- URIと統合したpathanme
- gzipストリームのサポート

## 言語仕様
- ANSI Common Lisp規格準拠
- CLOS MOPをサポート

## 製品リリース年表
- 2002-09-02 Scieneer CL 1.1 リリース
- 2003-09-29 Scieneer CL 1.2 リリース
- 2005-11-30 Scieneer CL 1.2.9 リリース
- 2006-03-02 Scieneer CL 1.2.10 リリース
- 2006-04-26 Scieneer CL 1.3 リリース
- 2006-05-23 Scieneer CL 1.3.1 リリース
- 2006-06-09 Scieneer CL 1.3.2 リリース
- 2006-09-14 Scieneer CL 1.3.3 リリース
- 2006-10-16 Scieneer CL 1.3.4 リリース
- 2006-11-24 Scieneer CL 1.3.5 リリース
- 2007-04-12 Scieneer CL 1.3.6 リリース
- 2007-12-21 Scieneer CL 1.3.7 リリース
- 2008-09-16 Scieneer CL 1.3.8 リリース
- 2008-11-14 Scieneer CL 1.3.9 リリース
- 2009-04-22 Scieneer CL 1.3.9.1 リリース

## 参照
- Scieneer Common Lisp 1.3.9 online documentation[2]